# Esmeralda
Esmeralda (Esmeraldeňo), indijanski narod, jezik i izolirana jezična porodica sa sjeverne pacifičke obale Ekvadora. O Esmeraldama se zna još od vremena ekspanzije Inka koju je provodio Huayna Capac. Esmeralde su poznati zbog svoje sodomije, kako kaže Bertrand Flornoj, udati se mogla samo ona djevojka kojoj je vlastiti otac oduzeo nevinost. Osvajanjem pokrajine koju su nastavali Esmeralde, za vrijeme 11. vladara Inka (1500.-tih), Huayna Capac im je poslao odgojitelje kako bi ih odučio od ove ružne navade. 
Jezik Atacame ili Takame Indijanaca, iz susjedstva Esmeralda danas mnogi poistovjećuju, i vjerojatno su istog ili srodnog porijekla. Greenberg/McQuown-klasifikacija ove jezike navodi kao posebne i izolirane.